# Tong zi dan
Tong zi dan bzw. Tongzidan, auch als Frühlingseier bezeichnet, (chinesisch 童子蛋, Pinyin tóngzǐdàn – „Kinder-Eier“) sind speziell zubereitete, hartgekochte Vogeleier. Es handelt sich dabei um eine lokale Spezialität aus der chinesischen Stadt Dongyang und der dortigen Region, bei der die Eier in Kinder-Urin eingelegt und darin gekocht werden.

## Zubereitung
Für Tong zi dan wird zunächst Urin gesammelt, der vorzugsweise von Jungen unter zehn Jahren stammt. Die Eier werden samt Schale zunächst im Urin eingelegt und dann darin gekocht. Nachdem das Eiklar geronnen ist, wird die Schale gebrochen und die Eier werden zurück in den Kochbehälter gegeben, wo sie weiter bei niedriger Hitze gekocht werden. Nach einer Weile wird frischer Urin nachgegossen, was mehrfach wiederholt wird. Insgesamt werden die Tong zi dan rund einen Tag lang gekocht.

## Stellung als lokale Tradition
Den Eiern wird eine gesundheitsfördernde Wirkung nachgesagt; so sollen sie gegen Müdigkeit helfen, vor Hitzeschlägen schützen, den Blutkreislauf fördern und gegen einen Mangel an Yin wirken. Urin kleiner Jungen galt in der traditionellen chinesischen Medizin lange Zeit als Heilmittel, weshalb er wohl auch heute noch für die Zubereitung der Eier verwendet wird. Die angebliche Heilwirkung von Tong zi dan ist jedoch umstritten; darüber hinaus warnten Experten der chinesischen Medizin vor möglichen gesundheitlichen Problemen beim Umgang mit dem Urin.
Die Tong zi dan werden traditionell im Frühjahr gekocht und oft auf der Straße verkauft. Der Urin für die Zubereitung im großen Stil wird unter anderem in den Schulen von Dongyang gesammelt. Die Tradition rührt möglicherweise aus der Geschichte der ländlichen Gegend her, in der Eier einst zu den wenigen verfügbaren tierischen Nahrungsmitteln gehörten. Die Stadt Dongyang hat die Tong zi dan im Jahr 2008 zu einem nationalen immateriellen Kulturerbe erklärt. Die Eierspezialität ist mindestens seit Ende des 19. Jahrhunderts bekannt und wurde damals eher als Stärkungs- denn als Lebensmittel angesehen; erste Erwähnungen in englischen Publikationen finden sich bereits für das Jahr 1891.